# Чмихун Денис Сергійович
Денис Сергійович Чмихун — капітан 80-ї десантно-штурмової бригади Збройних сил України, учасник російсько-української війни, відзначився у ході російського вторгнення в Україну.

## Життєпис
16 вересня 2024 нагороджений орденом Богдана Хмельницького II ступеня за участь в Курській операції.

## Нагороди
- Орден Богдана Хмельницького III ступеня (2022) — за особисту мужність і самовіддані дії, виявлені у захисті державного суверенітету та територіальної цілісності України, вірність військовій присязі.[2]
- Орден Богдана Хмельницького II ступеня (16 вересня 2024).[1]